# Barracas Central
Club Atlético Barracas Central ist ein argentinischer Fußballverein aus Buenos Aires. Der Verein wurde im Jahr 1904 gegründet und stieg 2021 nach 87 Jahren wieder in die erste Liga auf.

## Geschichte
Felipe Cámpora, ein Lastwagenfahrer, gründete am 5. April 1904 den Club Atlético Barracas Central unter dem Namen „Barracas Central del Sud“. 1911 trat Barracas unter dem Namen „Villa Soldati“ dem argentinischen Fußballverband bei. 1913 änderte der Club seinen Namen offiziell in „Barracas Central“. Das Team krönte sich zum Meister der zweiten Liga und stieg damit in die Primera División auf. Bis 1934 blieb der Verein erstklassig und spielte dann bis in die 1980er Jahre zweit- oder drittklassig. 1981 stieg Barracas erstmals in die viertklassige Primera D Metropolitana ab.
Im Dezember 2021 kehrte Barracas Central nach 87 Jahren in unteren Ligen in die Primera División zurück. Barracas besiegte Quilmes 5:4 im Elfmeterschießen des Torneo Reducido-Finals. Damit stieg Barracas zusammen mit CA Tigre auf, die zuvor nach einem 1:0-Sieg gegen Barracas zum Meister der Primera Nacional-Saison 2021 gekrönt worden waren.

## Weblink
- Barracas Central bei kicker.de

## Erfolge
- Erfolg im Torneo Reducido-Finale verbunden mit dem Aufstieg in die Primera División (Argentinien): 2021